# 尚衡
尚衡（1457年—1512年），字一中，陝西省西安府同州人，民籍，治《書經》，明朝政治人物。

## 生平
弘治五年（1492年）壬子科陝西鄉試第三名舉人。弘治九年（1496年）中式丙辰科進士會試第二百三十一名，二甲第五十八名進士。拜工科給事中，十八年八月升吏科右，十月升戶科左給事中，正德元年（1506年）三月升浙江布政司左參議。四年六月升本司左參政，七月改山西左參政，分守河東道，六年六月杨虎等入山西，攻破沁水县等地，七年四月被降一级，左遷漢陽府知府，至郡旬馀卒
。

## 家族
曾祖尚檜；祖父尚文；父尚禮，母晆氏。慈侍下。子尚班爵，字宗周，弘治甲子舉人，任安居知縣；季子安班命，阜城县丞。